# Georg Friedrich Sahlfeldt
Georg Friedrich Sahlfeldt (* 13. August 1769 in Dorpat; † 26. Februar 1817 in Simferopol) war ein deutsch-baltischer Jurist und Vizegouverneur von Taurien.

## Leben
Der Sohn eines Dorpater Schlossermeisters und Stadtältesten, der nach seinem Tod (1780) die Seinigen in den dürftigsten Verhältnissen zurückließ, besuchte die Stadtschule in Dorpat und wurde 1782 Gehilfe des Kantors dieser Schule, 1786 Kanzlist beim Magistrat, 1787 beim Kreisgericht und bald darauf auch Protokollist, Registrator und Archivar dieser Behörde. Er nahm 1790 die Stelle eines Hauslehrers und Ökonomieschreibers beim Hofgerichtsassessor Paul Ludwig Johann von Löwenstern in Kuikatz (Livland) an und besuchte 1792 die Universität Jena zum Studium der Rechte. Zu Ostern 1794 folgte er seinem Lehrer Karl Leonhard Reinhold nach Kiel, kehrte aber im September 1794 in seine Heimat zurück und wurde in Werro Advokat beim Kreisgericht und Magistrat.
Am 28. Januar 1796 wurde er Sekretär des Kameralhofs in Mitau und wurde am 1. Oktober 1798 zum Professor der Beredsamkeit am dortigen akademischen Gymnasium ernannt. Am 9. Januar 1800 erhielt er die Genehmigung zur nebenamtlichen Ausübung der Advokatur am Kurländischen Oberhofgericht und am 20. August 1801 auch am Piltenschen Landgericht. Infolge der Mehrung seiner Rechtsgeschäfte legte er am 19. Juli 1802 seine Professur nieder.
Am 10. Mai 1803 wurde er zum Juriskonsult für die baltischen Provinzen des Justizministeriums in Sankt Petersburg ernannt. Seit März 1804 war er zugleich Redakteur bei der zweiten Abteilung der Gesetzeskommission und seit November 1804 auch Prokureur beim Reichsjustizkollegium der livländischen, estnischen und finnländischen Sachen, sowie Prokureur beim katholischen und Uniatenkollegium. Er entwarf 1807 eine „Kirchenordnung für die Protestanten im Russischen Reiche“, die 1808 in Mitau erschien. Daraufhin wurde er von der Universität Helmstedt „ultro et non petens“ zum Dr. theol. ernannt.
Im Jahr 1810 nahm er seine Entlassung von allen Ämtern und zog sich auf das Gut Kalmükara in Taurien zurück, welches er von dem Naturforscher Peter Simon Pallas erworben hatte. Im Oktober 1811 wurde er als Chef des Grenzzollbezirks von Odessa wieder in den Staatsdienst zurückberufen und von dort in derselben Stellung nach Radziwilow versetzt. 1813 erhielt er im russischen Hauptquartier in Kalisch die erbetene Entlassung und kehrte über Mitau und Sankt Petersburg im Herbst 1814 auf sein Gut zurück. Am 6. Oktober 1816 ernannte ihn Zar Alexander I. zum Vizegouverneur von Taurien. Er stand im Rang eines Kollegienrats und war Ritter des Sankt Annen-Ordens zweiter Klasse. 
Sahlfeldt starb am 26. Februar 1817 in Simferopol an Nervenfieber, genau wie vier Wochen zuvor seine Frau Karoline Gottlieb, Tochter des Pastors Ferdinand Kupffer aus Mitau, die er 1796 geheiratet hatte.

## Schriften
- Kirchenordnung für die Protestanten im Russischen Reiche, Mitau 1808
- An das St. Petersburgische protestantische Publikum, Mitau 1808
- Bemerkungen zu dem Entwurf einer Proceßordnung für Kurland, Mitau 1809